# Koperniki

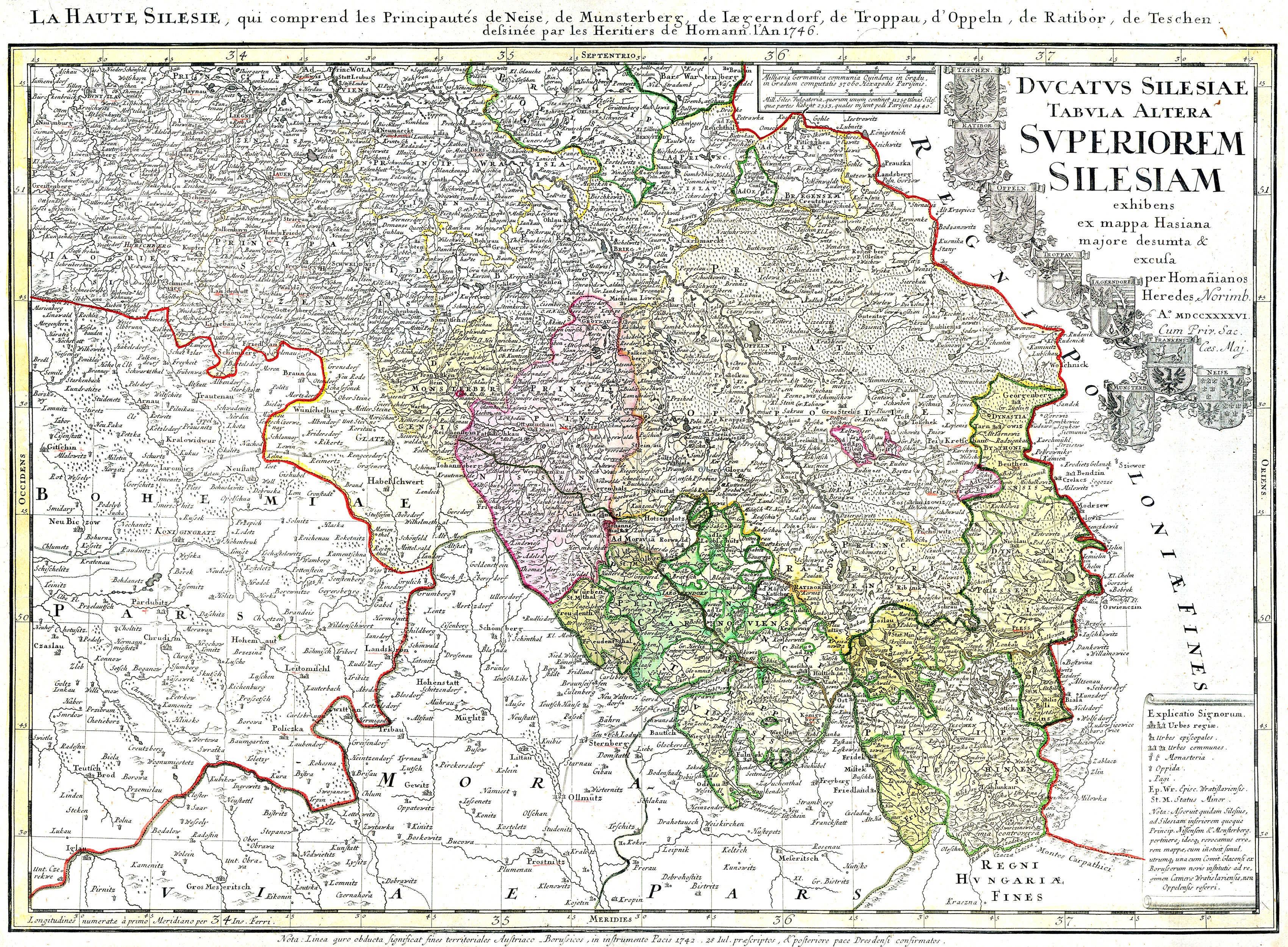
Karte von 1746, mit Kopernik

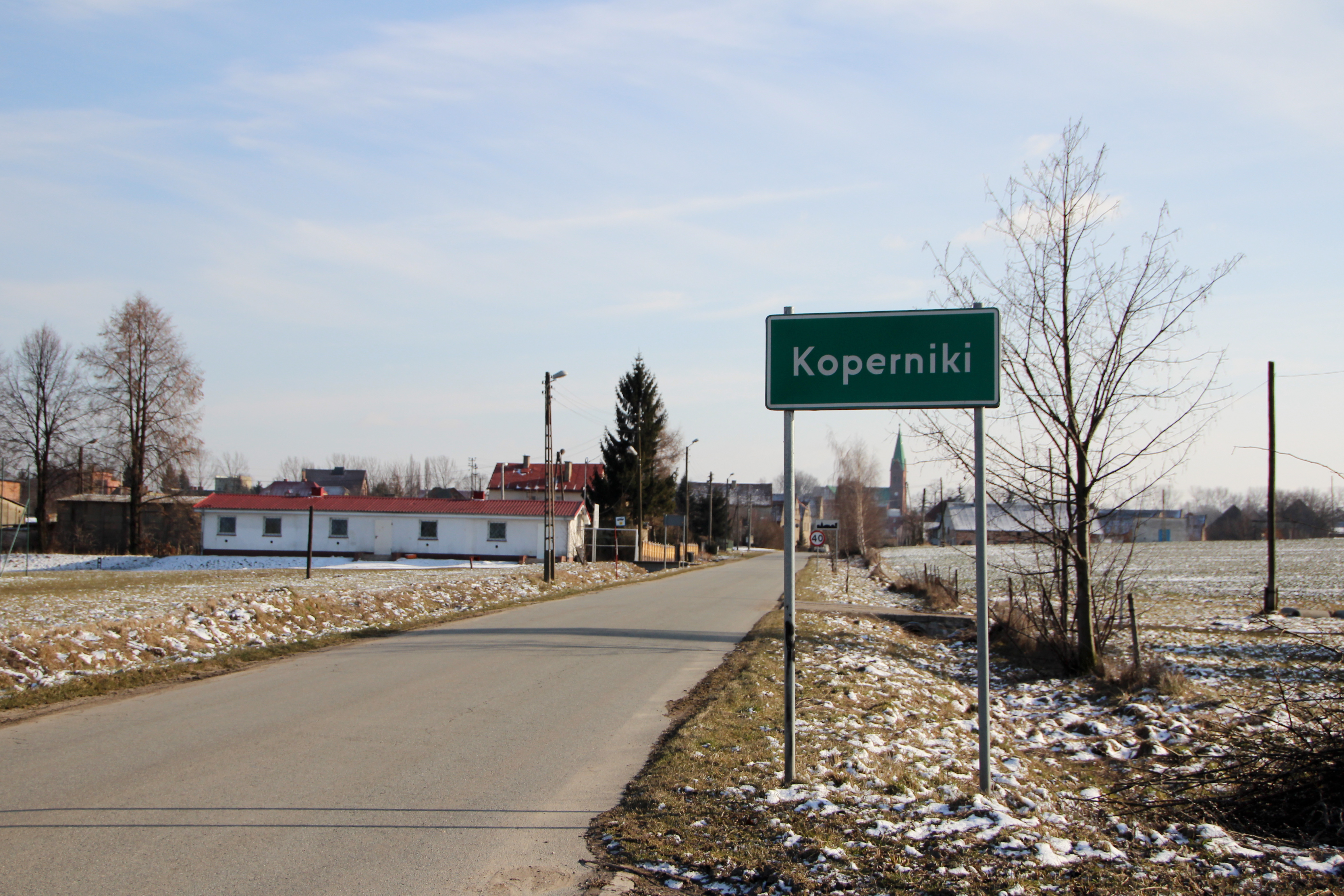
Ortseinfahrt

Koperniki (deutsch Köppernig, veraltet Koppirnik) ist ein Ort in der Stadt- und Landgemeinde Nysa (Neisse) im Powiat Nyski der Woiwodschaft Opole in Polen.

## Geographie
Das Angerdorf Koperniki liegt etwa sieben Kilometer südwestlich von Nysa (Neisse) und etwa 66 Kilometer südwestlich von Opole (Oppeln) in der  Schlesischen Tiefebene an der stillgelegten Bahnstrecke der ehemaligen Neisser Kreisbahn.
Nachbarorte von Koperniki sind im Norden Siestrzechowice (Grunau) und Kwiatków (Blumenthal), im Osten Morów (Mohrau) und Iława (Eilau) und im Südwesten Nadziejów (Naasdorf).

## Geschichte
Die erste urkundliche Erwähnung von „Coprnih“ ist für das Jahr 1272 belegt. Es wurde Mitte des 13. Jahrhunderts deutschrechtlich gegründet und 1284 als „Copirnich“ in einem Verzeichnis der 65 großen deutschen Dörfer des Fürstentums Neisse aufgeführt, das 1290 die Landeshoheit erlangt hatte. Für das Jahr 1310 sind in „Copirnik“ 53 kleine Hufen und eine Scholtisei mit acht Hufen belegt. Außerdem gehörten dem Ritter Konrad Rydenburk vier Hufen und die Schänke. 1342 gelangte es zusammen mit dem Fürstentum Neisse unter Bischof Preczlaw von Pogarell als ein Lehen an die Krone Böhmen, die ab 1526 die Habsburger innehatten. 1425 bestand „Cappirnik“ aus 54 Hufen sowie der Scholtisei mit sechs Hufen. Die Bevölkerung blieb auch nach der Reformation fast gänzlich katholisch.
Nach dem Ersten Schlesischen Krieg 1742 fiel Köppernig mit dem größten Teil des Fürstentums Neisse an Preußen.
Auf dem örtlichen Friedhof wurde 1813 ein in der Schlacht bei Bautzen verwundeter und im nahen Grunau gestorbener russischer Gardeoffizier beigesetzt. Nach der Neuorganisation der Provinz Schlesien gehörte die Landgemeinde Köppernig ab 1816 zum Landkreis Neisse, mit dem sie bis 1945 verbunden blieb. 1845 bestanden im Dorf eine Kapelle, eine katholische Schule und 105 weitere Häuser; vier der 736 Einwohner waren evangelisch. 1865 zählte der Ort eine Scholtisei, 30 Bauernhöfe, 19 Gärtner- und 33 Häuslerstellen. 1874 wurde der Amtsbezirk Köppernig  gebildet, der aus den Landgemeinden Deutsch Kamitz und Heidau und dem Gutsbezirk Deutsch Kamitz bestand. 1885 zählte Köppernig 771 Einwohner.
1912 erhielt Köppernig Bahnanschluss an der Strecke Neisse–Weidenau der Neisser Kreisbahn AG.
Nach dem Zweiten Weltkrieg wurde das Dorf als Koperniki unter polnische Verwaltung gestellt und die verbliebene deutsche Bevölkerung vertrieben. An ihre Stelle kamen polnische Vertriebene und Ansiedler aus Wiktorówka (Woiwodschaft Tarnopol) und Jeleśnia. 1946–1950 gehörte Koperniki zur Woiwodschaft Breslau und anschließend an die Woiwodschaft Opole (Oppeln). Seit 1999 gehört es zum Powiat Nyski.

## Sehenswürdigkeiten

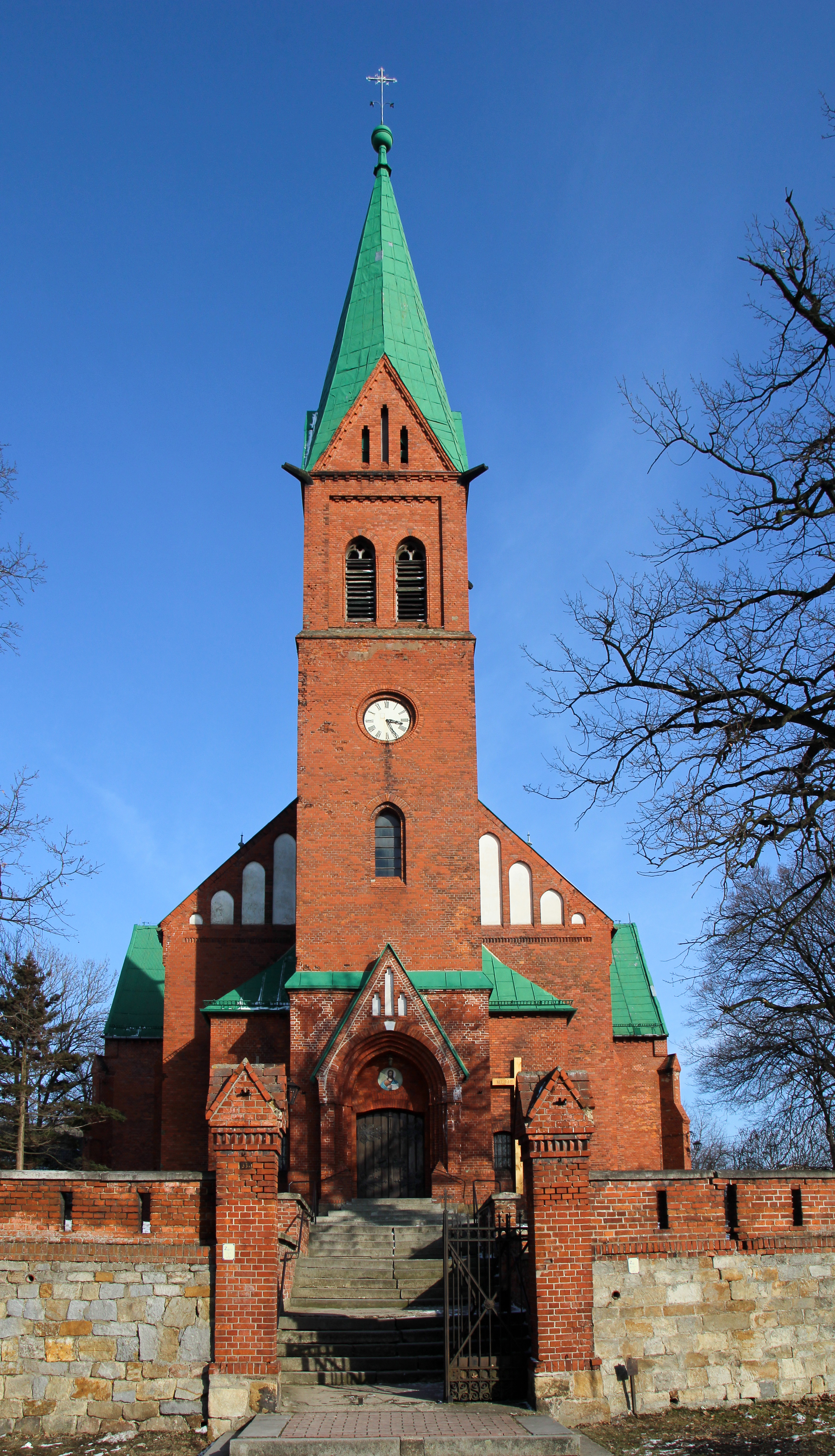
St.-Nikolaus-Kirche in Koperniki

- Die römisch-katholische Pfarrkirche St. Nikolaus (polnisch Kościół św. Mikołaja) ist ein neugotischer Backsteinbau. Die Kirche wurde 1881/82 auf kreuzförmigem Grundriss mit Frontturm errichtet.[8] Vom Vorgängerbau übernommen wurde u. a. das Taufbecken aus dem 16. Jahrhundert.[2]
- An der Kirche befindet sich der ehemalige Dorffriedhof. Hier sind zahlreiche alte Gräber erhalten.
- Gedenkstein für Papst Johannes Paul II.
- Steinernes Wegekreuz

## Einwohnerentwicklung
Die Einwohnerzahlen von Köppernig nach dem jeweiligen Gebietsstand:
| Jahr | Einwohner |
| ---- | --------- |
| 1845 | 736       |
| 1855 | 763       |
| 1861 | 793       |
| 1887 | 771       |

| Jahr | Einwohner |
| ---- | --------- |
| 1910 | 711       |
| 1933 | 678       |
| 1939 | 679       |
| 2007 | 721       |

## Vereine
- Fußballverein LZS Koperniki-Morów
- Freiwillige Feuerwehr OPS Koperniki

## Persönlichkeiten
Vor allem in der Literatur zur Geschichte Schlesiens wird vermutet, dass der Steinmetz Nicolaus Koppirnig, Urgroßvater von Nicolaus Copernicus (eigentlich Niklas Koppernigk) aus Köppernig stammte. Dem widersprechen Leopold Prowe bzw. Maximilian Curtze. Sie sind der Ansicht, dieser stamme aus Köpprich in der bis 1763 unmittelbar zu Böhmen gehörenden Grafschaft Glatz.

### Söhne und Töchter des Ortes
- August Gaber (1823–1894), deutscher Holzschneider
- Franz Josef Niedenzu (1857–1937), deutscher Botaniker
- Paul Hauke (1884–1954), deutscher Politiker